# Phare de Michigan Island

Le phare de Michigan Island (en anglais : Michigan Island Light), est un phare du lac Supérieur situé à l'extrémité sud-ouest de l'île Michigan, l'une des îles des Apôtres dans le comté d'Ashland, Wisconsin.
Ce phare, comme quatre autres, est inscrit au Registre national des lieux historiques depuis le 8 mars 1977 sous le n° 77000145 .

## Historique
Deux phares historiques ont servi de phare à l'île Michigan. Le plus ancien a été construit en 1857, mais n'a été activé qu'en 1869. Il a servi jusqu'en 1929, date à laquelle il a été remplacé par une tour métallique à claire-voie plus haute, qui est toujours opérationnelle.
La lentille de Fresnel d' ordre 3½, couplée à une lumière électrique de 24.000 candelas et une hauteur de 52 m (aidée par son placement sur une falaise) produisait une lumière visible jusqu'à 22 miles (environ 43 km). D'une grande puissance, cette lumière était généralement réservée aux endroits qui étaient un danger particulièrement grave pour la navigation, comme pour le phare de DeTour Reef, le phare d'Eagle Bluff, le phare de Toledo Harbor, ....
En 1972, la lentille Fresnel d'origine a été remplacée par une balise aérodynamique DCB-224 fabriquée par la société Carlisle & Finch (en). À son tour, celle-ci a été remplacée par l'optique acrylique Tideland Signal (en) ML-300 de 300 mm. La lentille de Fresnel restaurée est exposée au centre des visiteurs de l'Apostle Islands National Lakeshore à Bayfield.
La structure partage sa conception avec des tours comme le phare de Rawley Point sur le lac Michigan et le phare de Whitefish Point à l'extrémité est du lac Supérieur. Cependant, la tour de l'île Michigan a un petit bâtiment en brique situé à la base du tube central, apparemment une salle de travail pour les premiers gardiens de phare.

### Visite des îles
La plupart des îles des Apôtres sont actuellement détenues par le National Park Service et font partie de l'Apostle Islands National Lakeshore. Elles peuvent être atteints par le bateau-taxi Apostle Islands Cruise Service  ou par bateau privé pendant l'été. Pendant la célébration annuelle des phares des îles des Apôtres , un service de traversée en ferry est disponible pour tous les phares. Pendant la saison touristique, des gardes forestiers bénévoles sont sur de nombreuses îles pour accueillir les visiteurs.

## Description
Le phare  est une tourelle cylindrique en fonte à claire-voie et jambages de 36 m de haut, avec galerie et lanterne, à côté d'un petit bâtiment technique. Le phare est peint en blanc et la lanterne est noire.
Il émet, à une hauteur focale de 52 m, une lumière blanche par période de 6 secondes. Sa portée est de 11 milles nautiques (environ 20 km).
Identifiant : ARLHS : USA-494 ; USCG :  7-15275 .

Localisation de Michigan Island
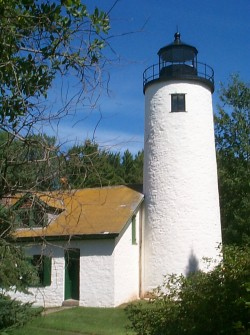
Le phare actuel
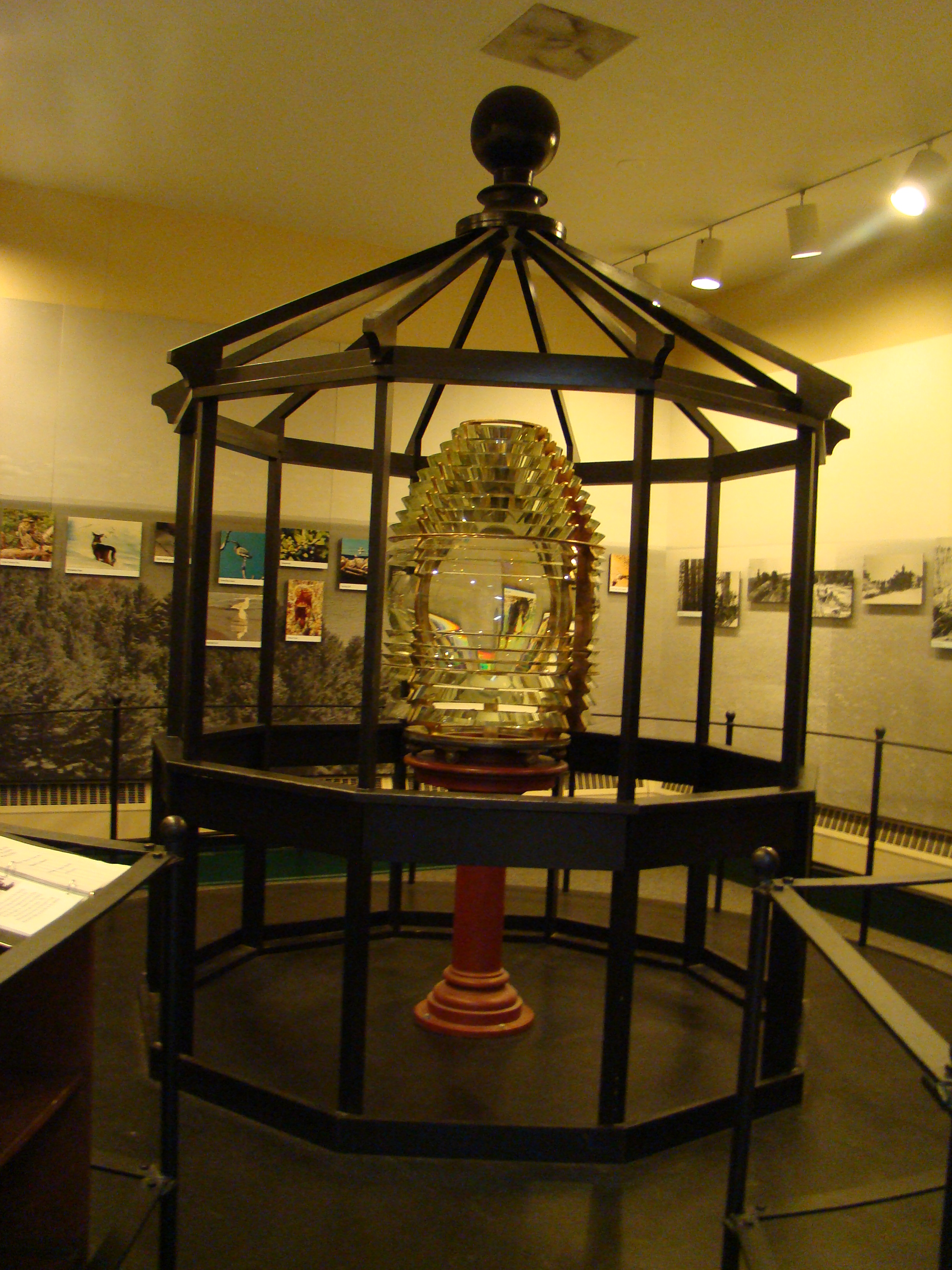
Lentille de Fresnel 3½

### Lien connexe
- Liste des phares du Wisconsin